# Filipa Sousa
Filipa Alexandra Nunes Alves de Sousa (Albufeira, 2 maart 1985) is een Portugees zangeres.

## Biografie
Filipa Sousa begon op haar zesde te zingen en ging op twaalfjarige leeftijd naar het conservatorium van Albufeira, waar ze zang- en pianolessen volgde.
Filipa Sousa wordt gekenmerkt door haar veelzijdige stem, die zeer geschikt is voor fado. Ze won op zestienjarige leeftijd dan ook verscheidene fadowedstrijden, in Albufeira, Lagoa, Lagos, Loulé, Olhão en Portimão. In 2003 werd ze lid van de muziekgroep Al-Mouraria, waarmee ze optredens gaf in Portugal, Spanje en Marokko. In 2009 splitte de groep en concentreerde ze zich weer op haar solowerk. In 2012 deed Sousa mee aan Festival da Canção, de Portugese preselectie voor het Eurovisiesongfestival. Met het nummer Vida minha won ze de Portugese voorronde, waardoor ze haar vaderland mocht vertegenwoordigen op het Eurovisiesongfestival 2012, in de Azerbeidzjaanse hoofdstad Bakoe. Ze strandde er echter in de halve finale, waar ze met de dertiende plaats naast een finaleplaats greep.